# 管 (姓)
管（かん）は漢姓の一つ。『百家姓』の166番目の姓である。2020年の中華人民共和国の統計では人数順の上位100姓に入っておらず、台湾の2018年の統計でも147番目に多い姓で、5,303人がいる。

## 著名な人物
- 管仲 - 春秋時代の斉の政治家。
- 管亥 - 後漢末期の人物。黄巾党の指導者のひとり。
- 管寧 - 後漢末期から三国時代の学者。
- 管輅 - 三国時代の占い師。
- 莫言 - 中華人民共和国の作家。本名は「管謨業」。